# Iwan Miasojedow

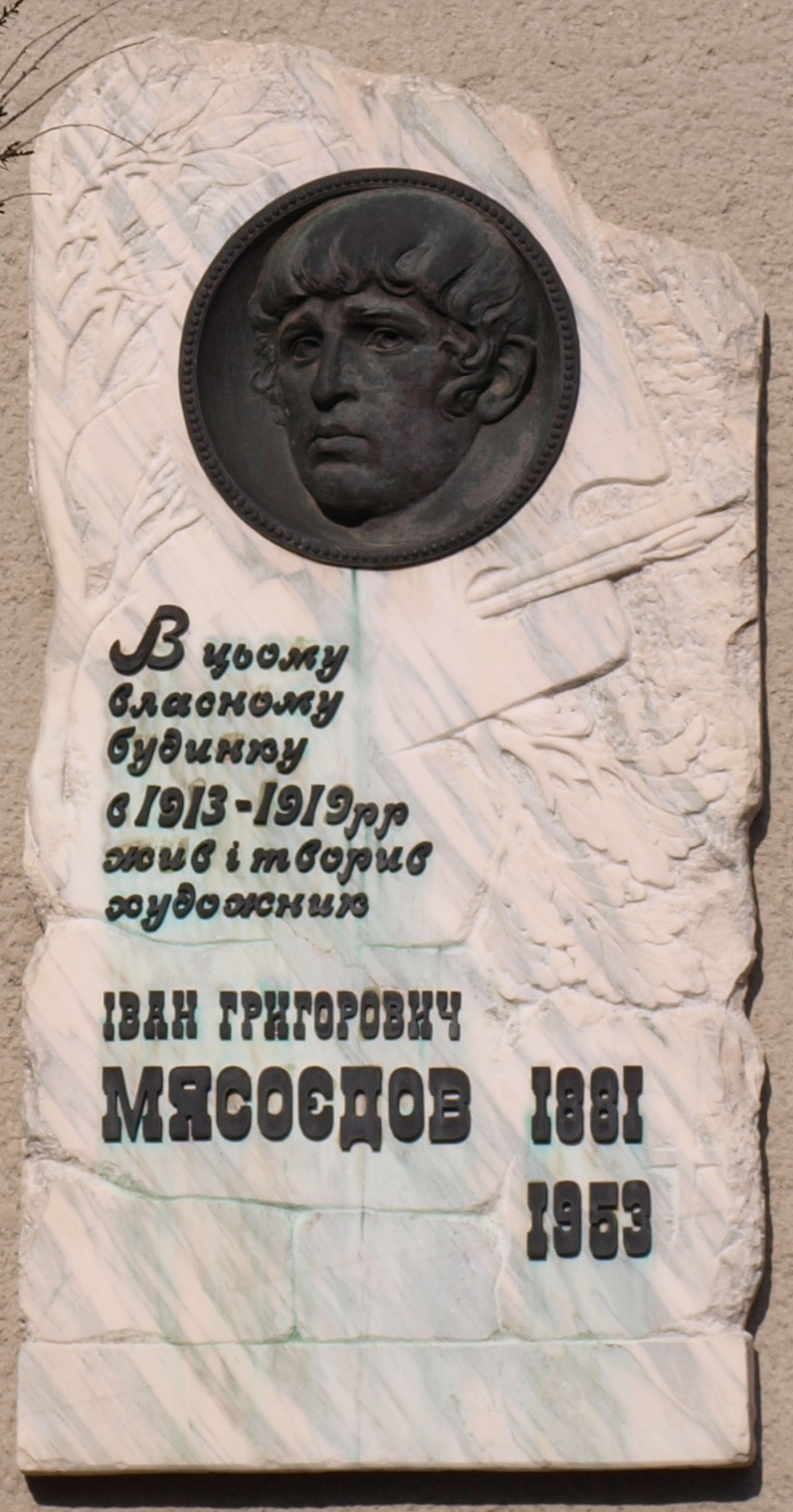
Tablica pamiątkowa w Połtawie

Iwan Grigorjewicz Miasojedow, ros. Иван Григорьевич Мясоедов (ur. 30 września?/12 października 1881 w Charkowie, zm. 27 lipca 1953 w Buenos Aires) –  malarz, cyrkowiec i sportowiec, emigracyjny fałszerz pieniędzy, portrecista, aktor i pisarz, współpracownik służb specjalnych III Rzeszy podczas II wojny światowej

## Życiorys
W 1895 r. ukończył szkołę artystyczną w Połtawie, zaś w 1901 r. Moskiewską Szkołę Malarstwa, Rzeźby i Architektury. Podczas nauki przedstawiał swoje prace na licznych wystawach. W 1909 r. ukończył Imperatorską Akademię Sztuk. W międzyczasie należał do Sankt-Petersburskiego Stowarzyszenia Atletycznego, zdobywając nawet 2. miejsce na mistrzostwach wszechrosyjskich w 1909 r. (pod pseudonimem De Krasac). W 1911 r. powrócił do Połtawy, gdzie w latach 1912-1913 organizował pośmiertne wystawy prac jego ojca. Występował ponadto w cyrku jako zapaśnik i atleta. W dalszym okresie I. G. Miasojedow kontynuował karierę artystyczną. Współuczestniczył też w wydaniu w Sankt Petersburgu czasopisma sportowego „Gierkules”. Krótko pełnił funkcję rektora jednej ze szkół artystycznych w Kijowie. Po wybuchu wojny domowej w Rosji na przełomie 1917/1918 r., wyjechał na Krym, gdzie w 1919 r. został korespondentem artystycznym w wojskach Białych gen. Antona I. Denikina. Wchodził też w skład komisji kulturalno-historycznej. W 1921 r. udało mu się przedostać z zajętego przez oddziały bolszewickie Sewastopola do Konstantynopola, a stamtąd do Niemiec. Zamieszkał w Berlinie, gdzie wraz z żoną fałszował i kolportował fałszywe brytyjskie funty i amerykańskie dolary. Był też uznanym portrecistą. W 1923 r. został aresztowany. Po procesie skazano go na karę 3 lat pozbawienia wolności. Po wyjściu na wolność powrócił do poprzedniej działalności. W 1929 r. zagrał rolę bojara w filmie pt. „Der Adjutant des Zaren”. W 1933 r. ponownie został aresztowany. Po roku więzienia powrócił na wolność, po czym zamieszkał w Rydze. Po kilku latach pod fałszywym nazwiskiem Jewgienij Zotow jako obywatel Czechosłowacji przeniósł się do Belgii. Na zlecenie włoskiego konsulatu w Brukseli namalował portret Benito Mussoliniego, który został później opublikowany na okładce czasopisma propagandowego „L’Italie Nouvelle”.

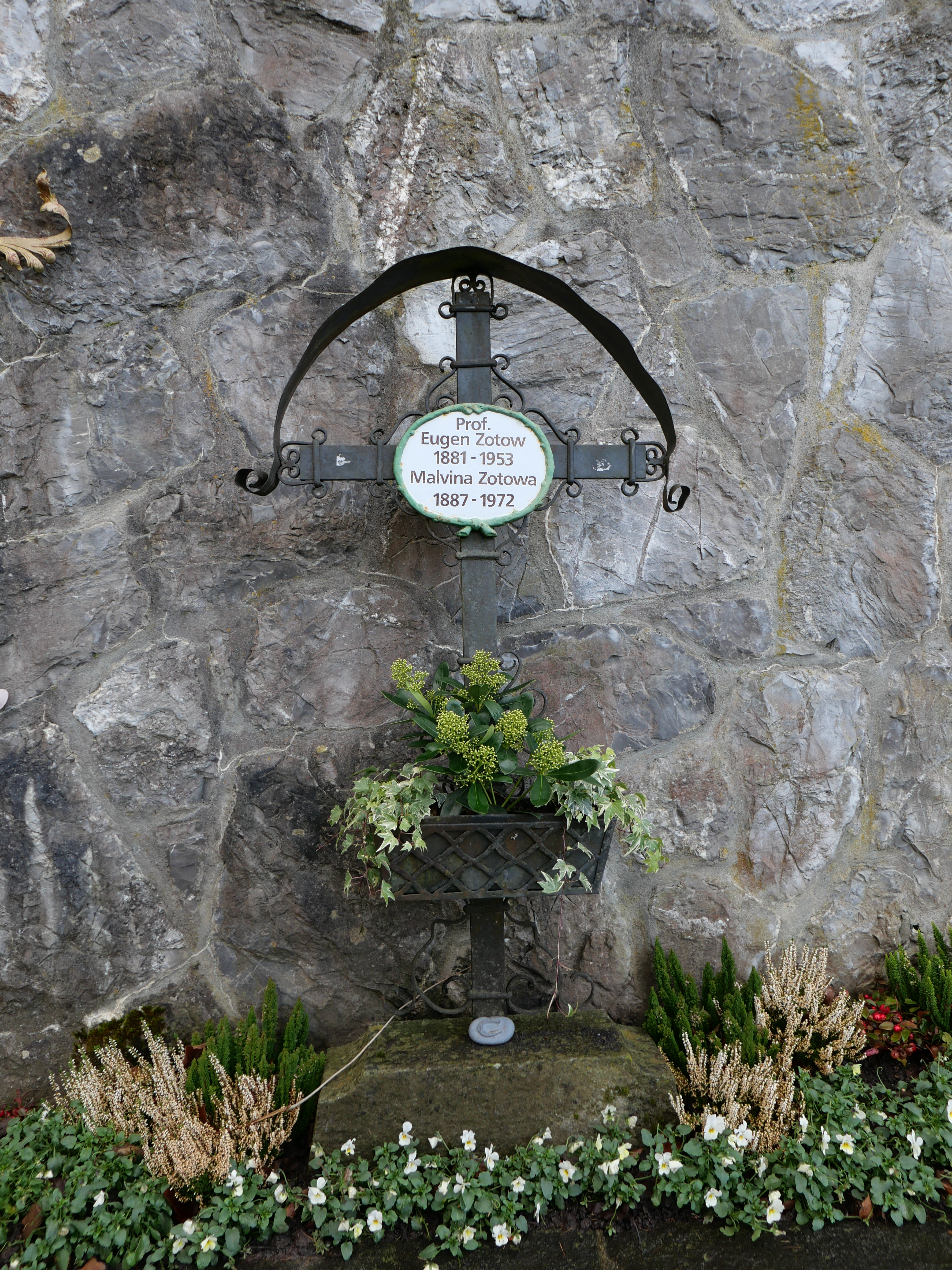
Grób Zotowa i jego partnerki Malwiny (1887–1972) na cmentarzu w Vaduz.

Od 1938 r. żył w Vaduz, stolicy Wielkiego Księstwa Liechtenstein. Zajmował się malowaniem potretów członków rodziny książęcej i tworzeniem projektów znaczków pocztowych. Podczas II wojny światowej skontaktowali się z nim Niemcy, którzy zaproponowali mu fałszowanie brytyjskich funtów. W tym celu przeniósł się z powrotem do Berlina. Na początku 1945 r. znalazł się w szeregach 1 Rosyjskiej Armii Narodowej gen. Borisa Smysłowskiego, z którą wycofał się do Liechtensteinu. W 1948 r. został aresztowany pod zarzutem fałszowania państwowych kart kredytowych. Po procesie skazano go na karę 2 lat więzienia. W końcowych latach życia pracował nad traktatem filozoficznym pt. „Encykłopiedija obszczeutwierżdajuszczich poniatij”, który nie został ostatecznie opublikowany. Na początku 1953 r. wyemigrował do Argentyny, ale podczas podróży ciężko zachorował. Po 3 miesiącach zmarł w Buenos Aires 27 lipca tego roku. Większa część jego dorobku artystycznego jest przechowywana przez Fundację J. Zotowa – I. Miasojedowa w Vaduz.